# Zhang Lü
Zhang Lü ({[zh-stp|s=张律|p=Zhāng Lǜ}}; hangul 장률; Yanbian, Jilin 30 de maig de 1962) és un cineasta xinès d'ètnia coreana. Zhang era originalment novel·lista abans d'embarcar-se en una carrera al cinema. Les seves pel·lícules de cinema art se centren principalment en els marginats, particularment els d'ètnia coreana que viuen a la Xina, i inclouen títols com Mang zhong (2006), Somnis del desert (2007), Dooman River (2011), Pung-gyeong (2013) i Gyeongju (2014).

## Carrera
Zhang Lü és un coreà ètnic de tercera generació nascut a Yanbian, Jilin, Xina el 1962. Es va fer conegut al seu país natal, la Xina com un respectat autor de novel·les i històries curtes, com a Cicada Chirping Afternoon (1986).
Zhang era llavors un professor de 38 anys de literatura en la universitat de Yanbian quan una discussió amb un amic director de pel·lícules li va portar a acceptar l'aposta que «qualsevol pot fer una pel·lícula». Sense formació tècnica però amb l'ajuda d'amics de la indústria del cinema com Lee Chang-dong, es va disposar a dirigir el seu primer curtmetratge, Onze (2001), una estampa gairebé muda de catorze minuts sobre la trobada d'un noi d'onze anys amb un grup de jugadors de futbol de la seva edat ambientada en un desert postindustrial. Onze va ser convidada a competir a la 58a Mostra Internacional de Cinema de Venècia i en altres festivals internacionals, i aquest èxit inesperat va fer que Zhang decidís dedicar-se exclusivament al cinema. Posteriorment diria: «Transmetre emoció a través de text i a través d'imatges són dues coses molt diferents. Si fos capaç de comunicar la meva visió plenament a través de text, no hauria de molestar-me a fer pel·lícules, veritat? No m'agrada quan faig olor alguna classe de narrativa basada en literatura en pel·lícules. […] Li dic a la gent que em vaig divorciar de la literatura i em vaig casar amb el cinema.»
Onze va aplanar el camí per al primer llargmetratge de Zhang, Tang shi (Poesia Tang), finançat amb capital coreà. Rodat en 2003 durant el brot de SRAG en només tres localitzacions interiors per a transmetre sentiments de solitud i claustrofòbia, descriu la vida d'un carterista de mitjana edat amb un tremolor a la mà. L'estil de la pel·lícula va estar influït per la mètrica de la poesia de la dinastia Tang que permet versos de només set o cinc caràcters.
Zhang va guanyar una subvenció del Pla de promoció de Busan per a dirigir el seu segon llargmetratge. Igual que Tang shi, Mang zhong (2005) es va rodar a la Xina mentre que el procés de postproducció es va dur a terme a Corea. La pel·lícula se centra en una mare soltera xinès-coreana que es guanya la vida venent kimchi als carrers d'una petita ciutat del nord de la Xina. Mang zhong va ser aclamada en el circuit del festival de cinema internacional. Es va projectar en la secció de la 44a Setmana internacional de la crítica del 58è Festival Internacional de Cinema de Canes, on va guanyar el premi ACID. També va guanyar el Gran premi en el 41è Festival de Cinema de Pesaro a Itàlia, el Premi noves corrents en el 10è Festival Internacional de Cinema de Busan, el Premi karibu al 23è Festival de Cinema Nou a Bèlgica, Millor direcció per a Zhang i millor actriu per a Liu Lianji en el 27è Festival Internacional de Cinema de Durban i Premi de Jurat Especial en la 32a edició del Festival Internacional de Cinema de Seattle, entre d'altres.
Per la seva tercera pel·lícula, Hyazgar (2007), Zhang va ambientar l'acció en un petit poble amenaçat per la sequera a la frontera entre la Xina i Mongòlia on un granger obsessionat amb plantar arbres per a impedir la desertificació, una dona que va fugir de Corea del Nord i el seu fill, i un soldat errant creuen els seus camins (el títol original de la pel·lícula Hyazgar significa "límit" en mongol). Coproduïda per Corea, Mongòlia i França, va ser convidada a competir al 57è Festival Internacional de Cinema de Berlín. Hyazgar va guanyar Millor pel·lícula en el 9è Festival de Cinema asiàtic i àrab d'Osian a Nova Delhi, i Zhang va estar nominat per a millor director als 2ns Asian Film Awards.
Iri es va rodar a la ciutat industrial de Iksan, la qual cosa fa d'ella la primera pel·lícula de Zhang ambientada a Corea del Sud. Protagonitzada per Uhm Tae-woong i Yoon Jin-seu com un taxista i la seva germana amb problemes mentals, que encara estan bregant trenta anys més tard amb les conseqüències de l'explosió de l'estació d'Iri en 1977. Va competir al 3r Festa del Cinema di Roma, i es va estrenar a Corea del sud en 2008 juntament amb la seva peça companya Chongqing, sobre una dona jove que a penes aconsegueix subsistir com a professora de llengua i viu amb el seu pare desocupat en la poblada Chongqing.
En 2011, les productores Arizona Films de França i Sud Dl. de Corea co-van produir Dooman River, la pel·lícula del gènere coming-of-age de Zhang sobre dos adolescents, un coreà nascut a la Xina i un desertor de Corea del Nord, que viuen en costats oposats del riu Tumànnaia, la frontera entre la Xina i Corea del Nord on són habituals el trànsit humà i el creuament il·legal de la frontera. A part d'un Esment especial del Jurat Generació 14 Plus en el 60è Festival Internacional de Cinema de Berlín, Dooman River va guanyar el Premi del Jurat al 8è Festival Cinéma de París, el Premi NETPAC al 15è Festival Internacional de Cinema de Busan, i Millor pel·lícula en la Competició Internacional de llargmetratges del 47è Festival Internacional de Cinema d'Antalya. Zhang també va guanyar el premi al millor director al 3r Festival de cinema Internacional Est-Oest a Orenburg.
Zhang es va mudar a Corea del Sud en 2012, i va començar ensenyar en la Universitat Yonsei. Llavors va escriure el primer esborrany del guió per a Jurat, el debut com a director de Kim Dong-ho, una pel·lícula curta sobre la intriga còmica i les baralles dins d'un panell de jutges de festival de cinema (Kim va ser el fundador i antic director del Festival de cinema Internacional de Busan). Jurado va ser la pel·lícula d'obertura del Festival de Curtmetratge Internacional Asiana de 2012.
En 2013, Zhang va ser triat (juntament amb Masahiro Kobayashi i Edwin) per a participar en el 14è Projecte Digital de Jeonju encarregat anualment pel Festival Internacional de Cinema de Jeonju. En línia amb el tema "Strangers", Zhang va dirigir el seu primer treball de no-ficció amb el curt documental de 30 minuts Over There. Posteriorment va expandir Over There a un documental titulat Scenery que indaga en les experiències i somnis de catorze treballadors emigrants a Corea del Sud i els espais que habiten. Scenery va guanyar el Premi de la crítica en el 15a Festival Pel·lícula Negra de cinema Independent Internacional en Ginebra, així com Millor documental en els 1r Premis de cinema Wildflower.
Zhang va tornar al cinema narratiu amb Gyeongju (2014), la seva pel·lícula més alegre fins avui. Malgrat tenir un to diferent de les seves primeres pel·lícules, continua la fascinació de Zhang amb marginats i amb ritme introspectiu i lànguid. Zhang va dir que va triar la pintoresca ciutat de Gyeongju com l'enquadrament perquè «igual que les corbes de la tomba, la vida i la mort estan inexplicablement entrellaçades». Volia explorar «el que no va succeir barrejat amb el que va succeir» en una història sobre un professor coreà a Pequín que busca una pintura eròtica en una casa de te i estableix una connexió amb la propietària de la casa de te (interpretats per Park Hae-il i Shin Min-a). Zhang va guanyar el premi al millor director als 34a Premis de l'Associació Coreana de Crítics de Cinema, i va rebre diverses nominacions.
El 2015 va seleccionar Ahn Sung-ki, Moon So-ri, Park Hae-il i Han Ye-ri a la pel·lícula de 70 minuts Love and..., titulada en coreà pil-leum-si-dae-sa-lang. Dividida en quatre segments "Amor ", "Cinema", "Ells" i "Amor novament", es va estrenar com la pel·lícula d'obertura del 8è Festival de cinema Sènior de Seül.
En 2018 va escriure i va dirigir Joh-eun-nal, ambientada a la ciutat meridional de Gunsan a la qual viatja la parella protagonista, un aspirant a poeta i una dona que s'ha divorciat del seu amic. Zhang explora en ella les relacions marcades pels estereotips i prejudicis entre els coreans i els que són de diferent origen ètnic (xinès, japonès). La pel·lícula es va presentar al Festival Internacional de Cinema de Busan a l'octubre de 2018.

## Filmografia
- Eleven (curtmetratge, 2001) – director
- Tang shi (2003) - director, guionista
- Mang zhong (2005) - director, guionista
- Hyazgar (2007) - director, guionista
- Life Track (2008) - productor
- Chongqing (2008) - director, guionista
- Iri (2008) - director, guionista
- Dooman River (2011) - director, guionista
- Jury (curtmetratge, 2013) - guionista
- Over There (documental curtmetratge, 2013) - director
- Scenery (documental, 2013) - director, guionista, productor executiu
- Gyeongju (2014) - director, guionista, productor executiu
- Love and... (2015) - director, guionista
- A Quiet Dream (2016) - director, guionista
- Joh-eun-nal (2018) - director, guionista, productor
- Fukuoka (2019) - director, guionista
- Yanagawa (2021) - director, guionista
- The Shadowless Tower (2023) - director, guionista

## Premis i distincions
Festival Internacional de Cinema de Canes
| Any  | Categoria | Pel·lícula | Resultat  |
| ---- | --------- | ---------- | --------- |
| 2005 | Prix ACID | Mang zhong | Guanyador |

- 2005 Festival Internacional de Cinema de Pusan: Premis New Currents (Mang zhong)
- 2006 27è Festival Internacional de Cinema de Durban: Millor direcció (Mang zhong)
- 2007 57è Festival Internacional de Cinema de Berlín, Competició (Desert Dream)
- 2010 60è Festival Internacional de Cinema de Berlín, Menció especial del Jurat Juvenil de la Generació 14Plus (Dooman River)
- 2010 3r Festival Internacional de Cinema Est-Oest: Millor director (Dooman River)
- 2014 67th Locarno Film Festival, Competition (Gyeongju)
- 2014 Premis de l'Associació Coreana de Crítics de Cinema: Millor director (Gyeongju)
- 2019 69è Festival Internacional de Cinema de Berlín, Secció Fòrum (Fukuoka)
- 2022 Vesoul International Film Festival of Asian Cinema: Golden Cyclo (Yanagawa)